# アドバンス・スクエア刈谷
アドバンス・スクエア刈谷（アドバンス・スクエアかりや）は、愛知県刈谷市相生町一丁目1番地1にあるオフィスビルである。同市に本社を置く総合ディベロッパーのアイシン開発が所有している。

## 沿革
- 2010年（平成22年）1月15日 - 日本貨物鉄道が、刈谷駅の貨物駅跡地にJRF刈谷駅前ビルとして建設。
- 2013年（平成25年）3月19日 - アイシン開発が日本貨物鉄道より本ビルを取得。名称をアドバンス・スクエア刈谷に変更。

## 建物概要
- 地域：地区商業地域準防火地域・駐車場整備地区
- 構造：鉄骨造
- 規模：地上8階塔屋1階建
- 敷地面積：2,754.24m2（833.15坪）
- 建築面積：1,1644.10m2（497.34坪）
- 延床面積：12,329.77m2（3,729.75坪）
- 高さ：35.98m
- 事業主：日本貨物鉄道株式会社
- 設計：株式会社青島設計
- 施工：名工・アイシン開発・建設工事共同企業体
- 竣工：2010年（平成22年）1月15日